# تحت تعقیب (فیلم ۲۰۰۹)
'«تحت تعقیب»(انگلیسی: Wanted) فیلمی هندی در سبک اکشن به کارگردانی پرابو دوا است که در سال ۲۰۰۹ منتشر شد.

## بازیگران
- سلمان خان
- آیشا تاکیا
- وینود خانا
- آنیل کاپور
- گوویندا
- پرابو دوا